# Хиподром Београд
44° 47′ 10″ С; 20° 25′ 33″ И / 44.78617° С; 20.42584° И
Хиподром Београд или Хиподром код Цареве ћуприје је најстарији спортски објекат у Београду.

## Историја
Указом краља Александра од 15. новембра 1920. године Дунавском колу јахача „Кнез Михајло” уступљено је државно земљиште на бесплатан закуп на период од 75 година. Године 1921. одржан је први галопски дерби и прва трка града Београда, које од тада постају традиционалне. У септембру 1930. године одржане су прве касачке трке ревијалног карактера.
Уредбом Министарског савета од 3. септембра 1934. године исто земљиште је издато Дунавском колу јахача под закуп на период од 75 година уз надокнаду од 1 динара годишње, а управљање хиподромом одузето им је 1949. године, након национализације. Тркалиште потом добија назив „Хиподром Београд”. У више наврата предузеће је мењало правни статус и делатност, да би коначно 29. 2. 2008. године Одлуком Скупштине града Београда променило облик организовања у ЈП „Хиподром Београд”.